# Batalla de Tetuan
La batalla de Tetuan fou el tercer gran combat de la guerra d'Àfrica entre el Marroc i Espanya del 1859 i 1860.
Tetuan era l'objectiu final de l'exèrcit espanyol en la guerra i el comandant en cap Leopoldo O'Donnell es disposà a atacar-la. A les 3 de la tarda del dia 3 de febrer de 1860 van arribar 466 voluntaris catalans a bord d'El Piles i el dia 4 de febrer de 1860 es va iniciar l'atac. A primera hora de la matinada la pluja va entorpir les operacions però finalment el general Joan Prim i Prats va avançar per la dreta i el general Antonio Ros de Olano per l'esquerra, amb l'artilleria al centre, tots en direcció a Tetuan. Es va ordenar l'atac general, i Joan Prim, al capdavant com en ell era habitual, amb el batalló de Voluntaris Catalans, va passar per un complicat terreny pantanós sota el foc enemic, i va desbordar les trinxeres marroquines; els generals Turón i García van atacar la punta extrema dreta d'aquestes trinxeres i finalment la victòria fou completa, encara que les baixes foren elevades; va contribuir a l'èxit el fet que unes canoneres pugessin pel riu i bombardegessin les posicions marroquines.
El dia 6 de febrer les forces espanyoles entraven a Tetuan sense trobar resistència. El príncep Muley Abbas, comandant marroquí, va demanar l'obertura de converses de pau que per un temps breu van aturar la guerra.